# Zalaboldogfa
Zalaboldogfa is een plaats (község) en gemeente in het Hongaarse comitaat Zala. Zalaboldogfa telt 356 inwoners (2001).